# Терсит
Терзитес, Терсит или Терзит (грч. θερζητες Терзитес), по грчкој митологији син Агријев. Обичан војник, по души и тијелу најружнији човјек у грчкој војсци за вријеме Тројанског рата. Фигуративно: клветнтик, човјек дрзак и поганог језика.

## Хомеров опис Терзитеса
Хомеров Терзитес у Илијади је карикирани лик бунтовног војника из народа који се дрзнуо да нападне на краљеве. Хомер детаљно описује Терзитеса иако има само епизодну улогу у овом епском спеву. Приказан је разрок и шиљате главе, кривоног, хром и погрбљених рамена, и на злу гласу по свом поганом језику. Хомер га изругује, Агамемнон назива похлепним, Ахилеј кукавицом, Одисеј га туче Агамемноновим скиптром, а Ахилеј коначно убија због клевете.